# Telemàtica
La telemàtica és el conjunt de tècniques i coneixements científics que resulten de la combinació alhora de les àrees de les telecomunicacions i la informàtica. És la forma més concisa de l'antic terme teleinformàtica, que ha caigut en desús. El mot télématique fa ser encuyat per Simon Nora i Alain Minc en el llibre L'informatisation de la société de 1978.
Inclou l’estudi, el disseny, la gestió i l’aplicació de les xarxes i els serveis de comunicacions, per al transport, l’emmagatzematge i el processament de qualsevol tipus d’informació (dades, veu, vídeo, etc.), incloent-hi la gestió de la  seguretat.